# Дрю Таль
Дрю Таль (ивр. דרור טולידאנו‎ Dror Toledano; родился 7 октября 1957, Хайфа) — художник и фотограф, в настоящее время живет в Нью Йорке. Его работы выставляются по всему миру, а также включены в постоянные коллекции таких известных музеев как художественный музей Нортона (en:Norton Museum of Art) и музей американского искусства Новой Британии (New Britain Museum of American Art). Его работы находятся в коллекциях en:École Internationale de New York, J. Steinbecker, the Robbins, Foreman and Gallery Swanstrom, Ur Arts & Culture Inc, а также в коллекции Cooper Gallery.

## Ранние годы
Дрю Таль родился 7 октября 1957 в городе Хайфа, Израиль. При рождении он получил имя Дро Толедано (Dror Toledano). Таль учился в школе района Геул (גאולה ספר בית), а затем в Техническом колледже «Босмат» (ת"בסמ), где изучал архитектуру, инженерные науки и дизайн интерьера. В 1976—1979 Таль служил в Армии обороны Израиля командиром танка в 77ой танковой бригаде на Голанских высотах, а также на Синайском полуострове, в Секторе Газа и на Суэцком канале.

## Карьера
В 1981 г. Таль переехал в Нью Йорк и работал в модной индустрии, сначала в качестве визажиста для известных фотографов, работающих в стиле изобразительного искусства (таких как Kenn Duncan), затем как менеджер и дизайнер для Lynda Joy Couture, где он и начал свою карьеру фотографа в модной индустрии.
Между 1993 и 2005 годами Таль работал как художник-фрилансер, фотограф модной индустрии, делал редакторские снимки и рекламные компании для модных журналов, модных домов, статей об искусстве и здоровом образе жизни.
С 2005 Таль сосредоточился на своем собственном творчестве и в 2006 его работы были представлены мировому сообществу в Галерее Эммануэля Фремина (Emmanuel Fremin Gallery), Нью-Йорк, Галерее Тернер Кэрролл (Carroll Turner Gallery), Санта Фе, Нью Мексико , и Галерее Марка Хашэма (Mark Hachem Gallery) в Париже. Его работы выставлялись во множестве галерей современного искусства и музеях по всему миру, а также на художественных собраниях Нью Йорка, Хэмптонса, Майами, Уэст-Палм-Бич, Санта Фэ, Далласа, Чикаго и на престижных международных фестивалях изобразительного искусства в Дубае, Гонконге, Стамбуле, Торонто и Сингапуре.
В 2013 его выставка под названием «Worlds Apart» была представлена как сольный проект в Музее Резан Хас (en:Rezan Has Museum) в Стамбуле, Турция во время международной выставки современного искусства (en:Istanbul Biennial). В 2015, выставка «Worlds Apart» была представлена в Галерее Марка Хашэма (Mark Hachem Gallery) в Париже и в художественной галерее La Maison de la Photographie в Лилле, Франция.
Основная тема его работ — это человек, его лицо, со всеми его этническими аспектами и экзотическими особенностями. В частности фотограф предпочитает снимать лица и глаза с этнической изюминкой. Фотограф часто путешествует в странах Азии, Дальнего Востока, Индии и темами его произведений становятся мусульманские женщины и восточные дети. Его портреты дышат традициями.
C момента появления первых редакторов цифровых изображений (в 1990 появилась на свет программа Photoshop 1.0) Таль начал экспериментировать со своими фотографиями. В то время как большинство фотографов свысока смотрели на цифровую обработку фотографий, Таль продолжал изучать этот инструмент, используя компьютерную мышь как кисть художника. Новые возможности обработки фотографий позволили ему создавать текстуры, глубину и всевозможные эффекты, которые нельзя было получить с помощью одного только фотоаппарата. По словам самого художника на создание каждой фотографии может уходить до года.
Художник живет на Манхэттене, но часто перемещается между Нью Йорком, Майами и Ниццей (Франция).

## Галерея

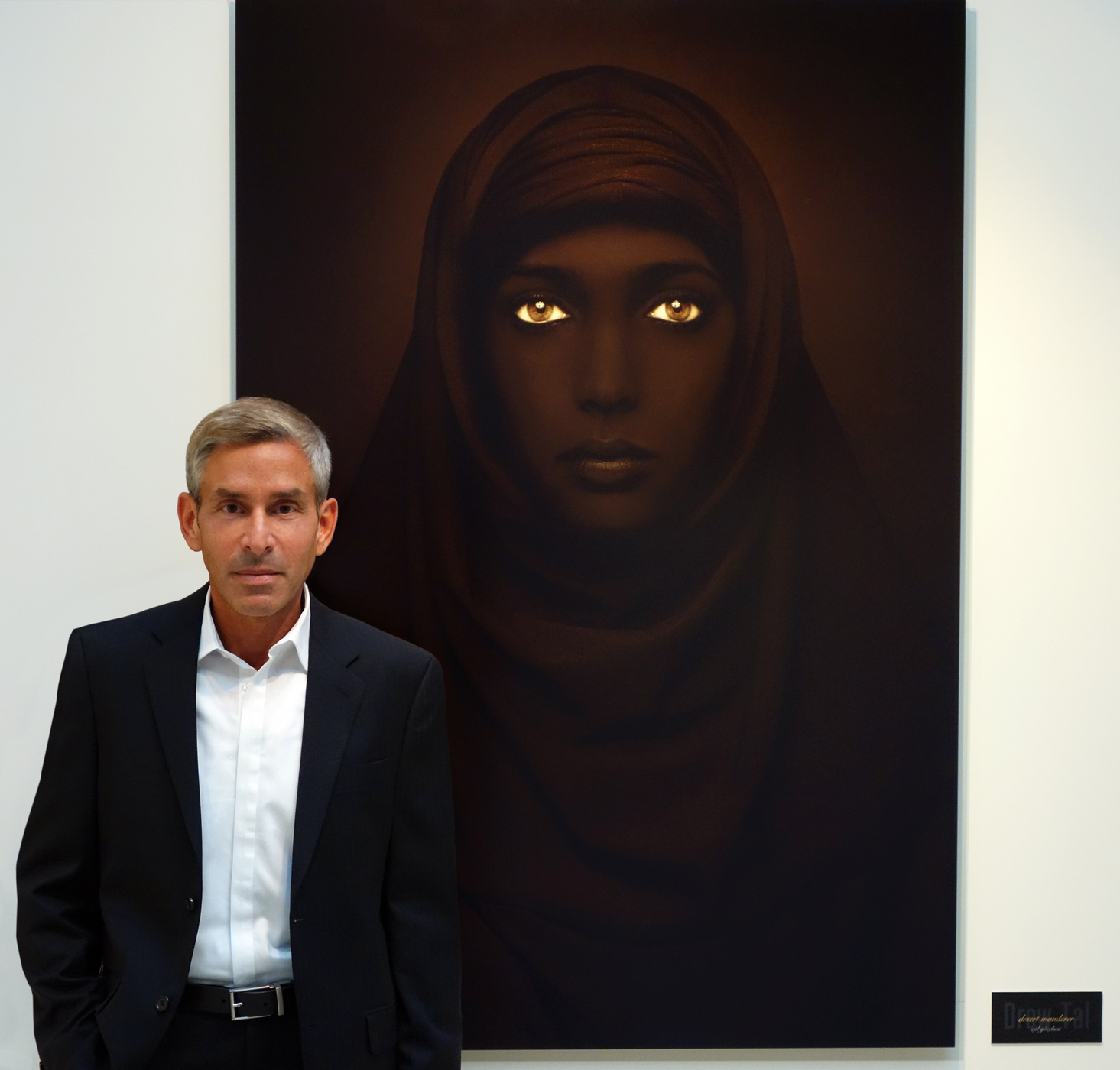
Таль демонстрировал свою работу под названием «Пустынный странник» в Музее Резан в Стамбуле Турция для Стамбульской биеннале
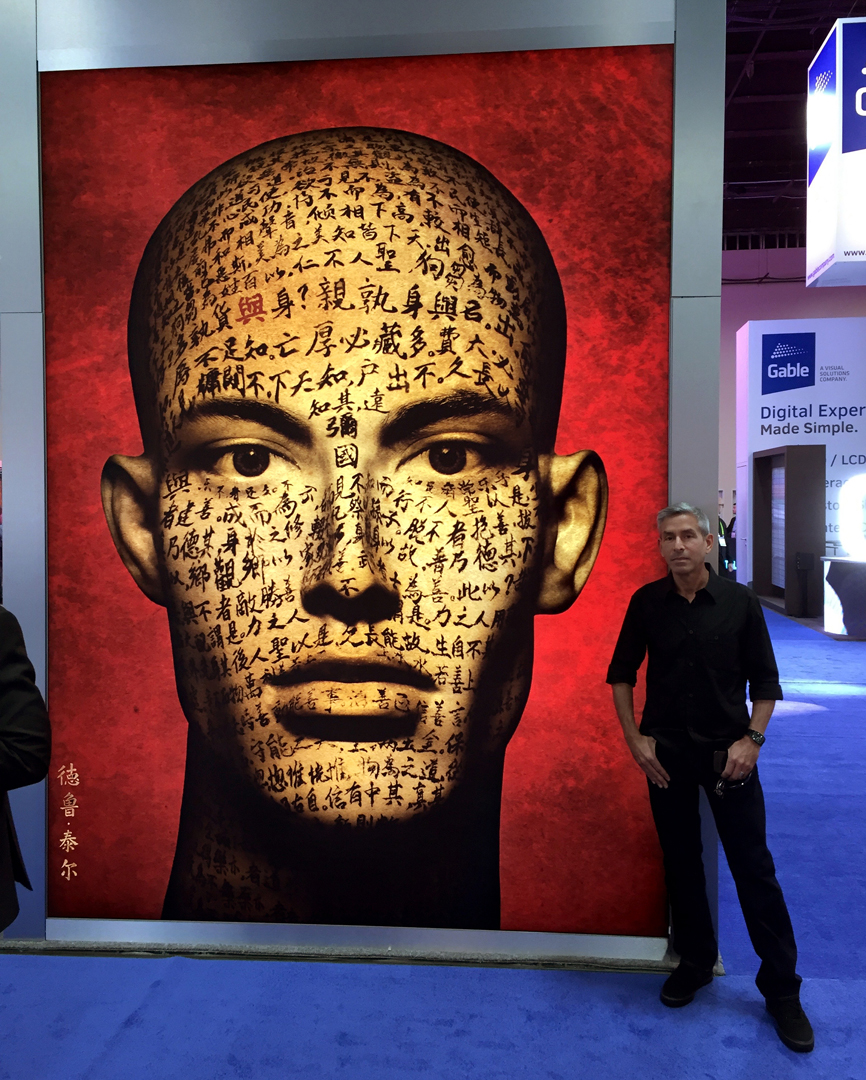
Таль демонстрировал свою работу под названием «FaceBook of Tao» на конференции GlobalShop 2016 в Лас-Вегасе
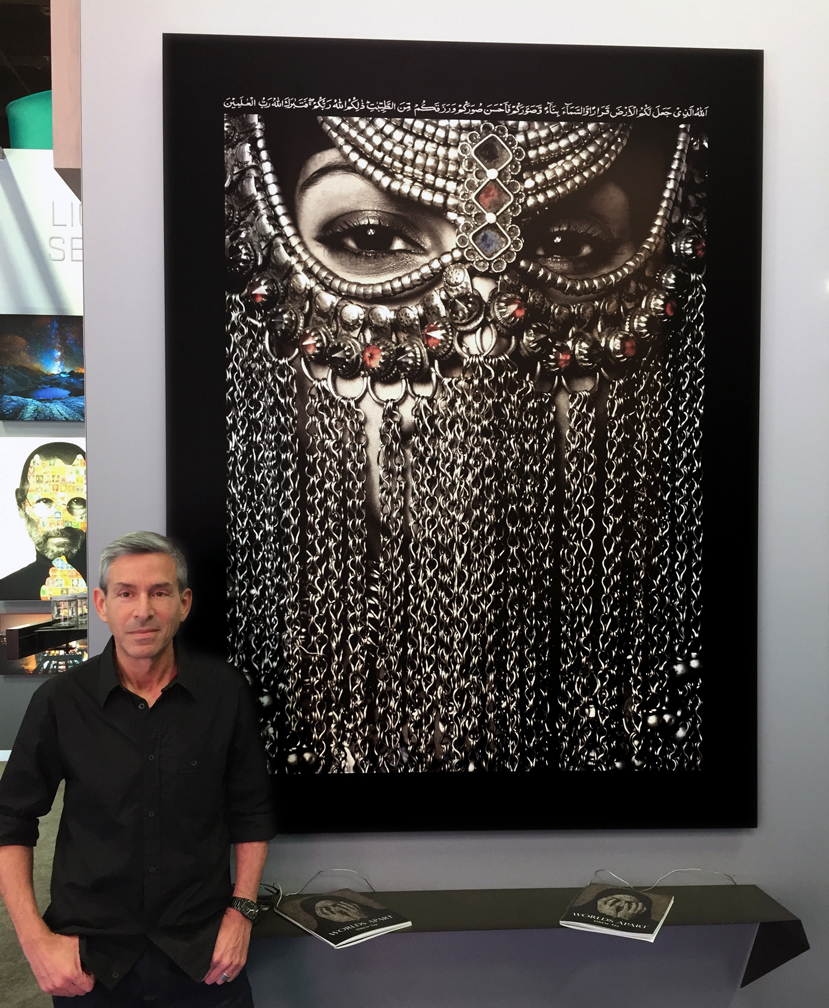
Таль демонстрировал свою работу под названием «Тишина» на конференции GlobalShop 2016 в Лас-Вегасе